# Blefarite
Blefarite é uma inflamação não contagiosa das pálpebras. É normalmente caracterizada pela produção excessiva de uma camada lipídica (óleo), gerada por uma glândula encontrada na pálpebra, criando uma condição favorável para o crescimento bacteriano.
A inflamação pode ter diversas causas, que variam desde origens patogênicas (infecção por bactérias estafilococos, por exemplo), reações alérgicas e doenças cutâneas (eczema, rosácea, dermatite seborreica, etc).
De acordo com a natureza de sua causa, a blefarite pode ser classificada como blefarite seborreica (quando ocorre devido a uma desregulação da produção de gordura nas glândulas sebáceas palpebrais) ou blefarite infecciosa (também chamada de estafilocócica, assim classificada quando o problema afetando as pálpebras é bacteriano).

## Sintomas
Blefarite, como qualquer outra doença ocular, possui sintomas semelhantes e muitas vezes confundíveis a outras condições, o que faz do autodiagnóstico extremamente arriscado e quase sempre impreciso. Por isso, ao apresentar quaisquer dos sintomas a seguir, consulte um médico oftamologista:
• Inchaço e ressecamento palpebral;
• Fotofobia (sensibilidade à luz);
• Sensação de secura nos olhos, embaçamento na visão;
• Prurido e vermelhidão nos olhos;
• Lacrimejamento e ardência recorrentes;
• Escamas incrustadas nos cílios.

## Diagnóstico
Devido à variabilidade nos tipos de blefarite (seborreica ou bacteriana), o autodiagnóstico é extremamente desencorajado. Medicar-se por conta própria é contra-recomendado e o mais importante a fazer é marcar uma consulta com o profissional oftamologista, que saberá distinguir os dois tipos de blefarite e instruirá o paciente a se tratar adequadamente.

## Incidência
É uma doença comum que pode atingir pessoas de todas as idades, com predominância nas mais idosas.

## Cuidados e recomendações
- Tenha sempre as mãos limpas e unhas aparadas quando for fazer a limpeza.
- Pelo menos duas vezes ao dia, aplique compressas mornas sobre as pálpebras fechadas, durante 2 a 3 minutos.
- Com a ponta do seu dedo envolvida por um pano fino ou com um cotonete, esfregue com delicadeza a base dos cílios de cada pálpebra.
- Não use maquiagem. Isso pode piorar a irritação ocular.
- É importante fazer a limpeza frequente das pálpebras. Isso ajuda no controle da blefarite.
- Evite alimentos gordurosos.

## Importante
No caso de suspeita de blefarite, consulte seu médico oftalmologista para saber o tratamento e procedimento adequados.
1. ↑  «Blefarite - Distúrbios oftalmológicos». Manual MSD Versão Saúde para a Família. Consultado em 10 de agosto de 2025
2. ↑  «Você sabe o que é Blefarite?». Instituto da Visão Assad Rayes. Consultado em 10 de agosto de 2025
3. 1 2  «Saiba tudo sobre Blefarite | Américas Oftalmocenter». Americas Oftalmocenter. Consultado em 10 de agosto de 2025